# Andreas Herbig
Andreas Herbig (* 20. August 1966; † 21. Februar 2022 in Hamburg) war ein deutscher Musiker, Musikproduzent und Komponist. Er war maßgeblich an Udo Lindenbergs Comeback-Album Stark wie Zwei (2008) beteiligt.

## Leben

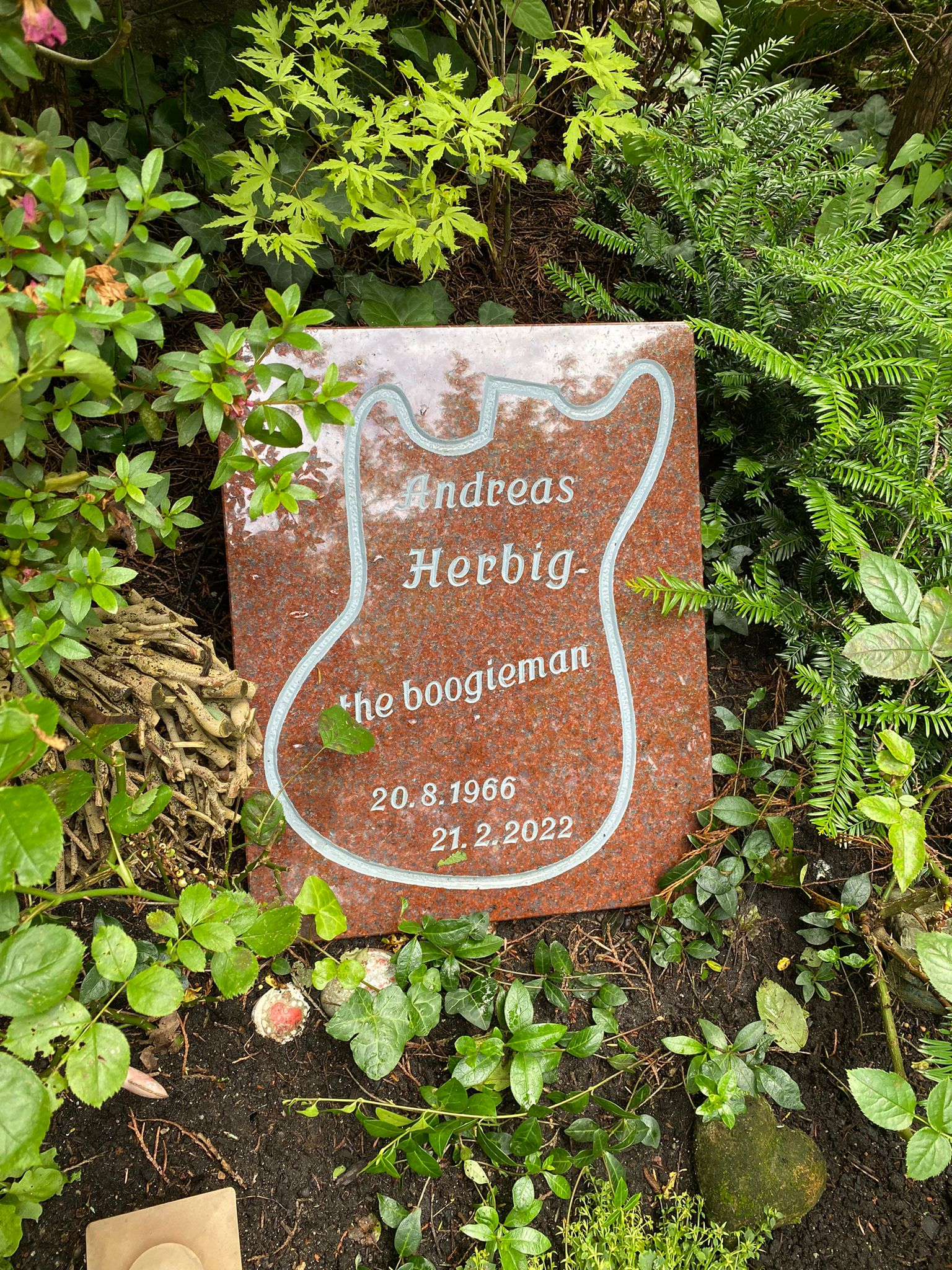
Grabstätte auf dem Friedhof Reinbek

Herbig produzierte Alben und Singles für Udo Lindenberg, Juli, Deichkind, Wolfsheim, Reamonn, Jochen Distelmeyer, Peter Heppner, Cassandra Steen, Culcha Candela, Ich + Ich, Andreas Bourani, Sasha und Till Brönner.
Auch international war er gefragt und war für Bootsy Collins, Brandy, Lil’ Kim und a-ha (Comeback-Album Minor Earth, Major Sky, 2000) tätig.
Im Boogie-Park-Studio in Hamburg wurde Andreas Herbig, der in dieser Zeit mit Annette Humpe zusammenarbeitete, zu einem international gefragten Remixer, genannt Boogieman. Damals versorgte er Künstler wie Lil Kim, P. Diddy oder Busta Rhymes mit analog gemischten Remixen und Versionen. Herbig und Humpe blieben auch nach deren Umzug nach Berlin in Kontakt, es gab weitere Zusammenarbeit als Mixer und Koproduzent für Humpes Musikprojekt Ich + Ich.
Ein Meilenstein seiner beruflichen Laufbahn war seine Tätigkeit als Produzent von Lindenbergs Album Stark wie Zwei.
Andreas Herbig, Peter Jem Seifert und Henrik Menzel verantworteten musikalische Leitung, Arrangement und Produktion von Udo Lindenbergs DVD MTV Unplugged – Live aus dem Hotel Atlantic.
2017 war Andreas Herbig Mitglied der deutschen Eurovision-Song-Contest-Jury.
Herbig starb am 21. Februar 2022 im Alter von 55 Jahren an den Folgen einer Lungenfibrose. Er wurde auf dem Friedhof in Reinbek beigesetzt.

## Privates
Andreas Herbig, dessen Vater früh starb, wuchs in Reinbek auf und besuchte dort das Gymnasium. Als fußballbegeisterter Jugendlicher spielte er in der A-Jugend der TSV Reinbek als Linksaußen. Aufgrund einer Verletzungsserie musste er sein Traumziel, Fußballprofi zu werden, aufgeben.
Anschließend entdeckte er die Musik für sich, spielte Gitarre und gründete eine Schulband. Mit seiner zweiten Band Got to be veröffentlichte er seine erste Schallplatte.
Als „Junge für alles“ fing er 1988 in den Boogie Park Studios an, fand Erfüllung in der Arbeit am Mischpult und widmete sich fortan als Sound-Experte der Musikproduktion.
Herbig war mit seinem Sohn und seiner Freundin im Wendland zuhause. Nach Angaben seiner Mutter, der Künstlerin Ulla Schneider in Reinbek, litt er seit zwei Jahren an Lungenfibrose.
Herbig leitete den Musikverlag und die Produktionsfirma Tonofen in Hamburg.

## Diskografie
Andreas Herbig als Autor (A) und Produzent (P) in den Charts

| Jahr | Titel Interpretation                                                             | Höchstplatzierung, Gesamtwochen, AuszeichnungChartplatzierungen (Jahr, Titel, Interpretation, Platzierungen, Wochen, Auszeichnungen, Anmerkungen) | Höchstplatzierung, Gesamtwochen, AuszeichnungChartplatzierungen (Jahr, Titel, Interpretation, Platzierungen, Wochen, Auszeichnungen, Anmerkungen) | Höchstplatzierung, Gesamtwochen, AuszeichnungChartplatzierungen (Jahr, Titel, Interpretation, Platzierungen, Wochen, Auszeichnungen, Anmerkungen) | Höchstplatzierung, Gesamtwochen, AuszeichnungChartplatzierungen (Jahr, Titel, Interpretation, Platzierungen, Wochen, Auszeichnungen, Anmerkungen) | Anmerkungen                                                  |
| Jahr | Titel Interpretation                                                             | DE | AT | CH | UK | Anmerkungen                                                  |
| --- | -------------------------------------------------------------------------------- | --- | --- | --- | --- | ------------------------------------------------------------ |
| 1993 | Mädchen P Lucilectric                                                            | DE2 Gold · (23 Wo.)DE | AT3 Gold · (13 Wo.)AT | CH5 (18 Wo.)CH | — | Erstveröffentlichung: 1993 Verkäufe: + 275.000               |
| 1994 | Hey Süsser P Lucilectric                                                         | DE33 (18 Wo.)DE | AT1 Gold · (21 Wo.)AT | CH28 (6 Wo.)CH | — | Erstveröffentlichung: 1994 Verkäufe: + 25.000                |
| 1996 | Liebe macht dumm P Lucilectric                                                   | DE89 (4 Wo.)DE | AT20 (8 Wo.)AT | — | — | Erstveröffentlichung: 1996                                   |
| 1996 | Fernsehen P Lucilectric                                                          | DE92 (2 Wo.)DE | — | — | — | Erstveröffentlichung: 1996                                   |
| 2000 | Summer Moved On P A-ha                                                           | DE8 (12 Wo.)DE | AT10 (11 Wo.)AT | CH14 (19 Wo.)CH | UK33 (2 Wo.)UK | Erstveröffentlichung: 27. März 2000                          |
| 2000 | Minor Earth, Major Sky P A-ha                                                    | DE73 (9 Wo.)DE | — | CH73 (7 Wo.)CH | — | Erstveröffentlichung: 10. Juli 2000                          |
| 2000 | Velvet P A-ha                                                                    | DE48 (9 Wo.)DE | — | CH92 (2 Wo.)CH | — | Erstveröffentlichung: 6. November 2000                       |
| 2001 | Shining Star A, P Andreas Türck                                                  | DE58 (6 Wo.)DE | — | — | — | Erstveröffentlichung: 10. September 2001                     |
| 2003 | Kein Zurück P Wolfsheim                                                          | DE4 Gold · (23 Wo.)DE | — | — | — | Erstveröffentlichung: 17. Februar 2003 Verkäufe: + 150.000   |
| 2003 | Star P Reamonn                                                                   | DE23 (12 Wo.)DE | AT41 (7 Wo.)AT | CH39 (11 Wo.)CH | — | Erstveröffentlichung: 28. April 2003                         |
| 2003 | Alright P Reamonn                                                                | DE17 (23 Wo.)DE | AT5 (22 Wo.)AT | CH36 (9 Wo.)CH | — | Erstveröffentlichung: 8. September 2003                      |
| 2003 | Find You’re Here / Find You’re Gone P Wolfsheim                                  | DE23 (11 Wo.)DE | AT73 (2 Wo.)AT | — | — | Erstveröffentlichung: 3. November 2003                       |
| 2004 | Blind 2004 P Wolfsheim                                                           | DE53 (9 Wo.)DE | — | — | — | Erstveröffentlichung: 1. März 2004                           |
| 2004 | Strong P Reamonn                                                                 | DE45 (9 Wo.)DE | — | — | — | Erstveröffentlichung: 15. März 2004                          |
| 2004 | Sunshine Baby P Reamonn                                                          | DE65 (6 Wo.)DE | — | — | — | Erstveröffentlichung: 20. Juli 2004                          |
| 2004 | Geile Zeit P Juli                                                                | DE19 Platin · (24 Wo.)DE | AT19 (22 Wo.)AT | CH32 (7 Wo.)CH | — | Erstveröffentlichung: 15. November 2004 Verkäufe: + 300.000  |
| 2007 | Summer Wine P Ville Valo & Natalia Avelon                                        | DE2 Platin · (46 Wo.)DE | AT4 Gold · (33 Wo.)AT | CH2 (37 Wo.)CH | — | Erstveröffentlichung: 16. Februar 2007 Verkäufe: + 330.567   |
| 2007 | Countdown to Insanity P H-Blockx                                                 | DE35 (9 Wo.)DE | AT51 (5 Wo.)AT | — | — | Erstveröffentlichung: 10. August 2007                        |
| 2007 | Hamma! A, P Culcha Candela                                                       | DE1 ×3Dreifachgold · (53 Wo.)DE | AT3 (29 Wo.)AT | CH13 (33 Wo.)CH | — | Erstveröffentlichung: 10. August 2007 Verkäufe: + 450.000    |
| 2008 | Wenn du durchhängst P Udo Lindenberg                                             | DE10 (12 Wo.)DE | AT71 (2 Wo.)AT | CH41 (5 Wo.)CH | — | Erstveröffentlichung: 21. März 2008                          |
| 2008 | Ganz anders A, P Udo Lindenberg feat. Jan Delay                                  | DE28 (10 Wo.)DE | — | — | — | Erstveröffentlichung: 30. Mai 2008                           |
| 2008 | Arbeit nervt P Deichkind                                                         | DE23 (9 Wo.)DE | AT29 (8 Wo.)AT | — | — | Erstveröffentlichung: 3. Oktober 2008                        |
| 2008 | Was hat die Zeit mit uns gemacht? P Udo Lindenberg                               | DE52 (6 Wo.)DE | — | — | — | Erstveröffentlichung: 3. Oktober 2008                        |
| 2009 | Darum leben wir P Cassandra Steen                                                | DE6 (13 Wo.)DE | AT48 (6 Wo.)AT | — | — | Erstveröffentlichung: 30. Januar 2009                        |
| 2009 | Luftbahn P Deichkind                                                             | DE36 Gold · (12 Wo.)DE | — | — | — | Erstveröffentlichung: 13. März 2009 Verkäufe: + 150.000      |
| 2009 | Lass uns Liebe sein P Jochen Distelmeyer                                         | DE78 (1 Wo.)DE | — | — | — | Erstveröffentlichung: 11. September 2009                     |
| 2009 | Pflaster P Ich + Ich                                                             | DE1 Gold · (32 Wo.)DE | AT3 (22 Wo.)AT | CH6 (24 Wo.)CH | — | Erstveröffentlichung: 30. Oktober 2009 Verkäufe: + 150.000   |
| 2010 | Regen P Jochen Distelmeyer                                                       | DE79 (1 Wo.)DE | — | — | — | Erstveröffentlichung: 29. Januar 2010                        |
| 2010 | Einer von Zweien P Ich + Ich                                                     | DE18 (13 Wo.)DE | AT36 (6 Wo.)AT | — | — | Erstveröffentlichung: 5. März 2010                           |
| 2010 | Universum P Ich + Ich                                                            | DE10 Gold · (26 Wo.)DE | AT13 (21 Wo.)AT | — | — | Erstveröffentlichung: 13. August 2010 Verkäufe: + 150.000    |
| 2010 | Yesterday P Reamonn                                                              | DE31 (11 Wo.)DE | — | — | — | Erstveröffentlichung: 13. August 2010                        |
| 2010 | Summer Breeze P Till Brönner                                                     | DE73 (2 Wo.)DE | — | — | — | Erstveröffentlichung: 8. Oktober 2010                        |
| 2010 | Colder P Reamonn                                                                 | DE67 (3 Wo.)DE | — | — | — | Erstveröffentlichung: 12. November 2010                      |
| 2010 | Hilf mir P Ich + Ich                                                             | DE45 (11 Wo.)DE | — | — | — | Erstveröffentlichung: 10. Dezember 2010                      |
| 2011 | Nur in meinem Kopf P Andreas Bourani                                             | DE16 Gold · (35 Wo.)DE | AT13 (3 Wo.)AT | CH15 (2 Wo.)CH | — | Erstveröffentlichung: 20. Mai 2011 Verkäufe: + 150.000       |
| 2011 | Ein Herz kann man nicht reparieren (Unplugged) P Udo Lindenberg feat. Inga Humpe | DE11 (19 Wo.)DE | AT65 (2 Wo.)AT | — | — | Erstveröffentlichung: 9. September 2011                      |
| 2011 | Eisberg P Andreas Bourani                                                        | DE47 (8 Wo.)DE | AT56 (1 Wo.)AT | — | — | Erstveröffentlichung: 23. September 2011                     |
| 2011 | Cello (Unplugged) P Udo Lindenberg feat. Clueso                                  | DE4 Platin · (30 Wo.)DE | AT52 (2 Wo.)AT | CH53 (1 Wo.)CH | — | Erstveröffentlichung: 4. November 2011 Verkäufe: + 300.000   |
| 2012 | Reeperbahn 2011 (What It’s Like) (Unplugged) P Udo Lindenberg feat. Jan Delay    | DE37 (9 Wo.)DE | — | — | — | Erstveröffentlichung: 24. Februar 2012                       |
| 2012 | Nimm Dir das Leben und lass es nicht mehr los (Live) P Udo Lindenberg            | DE45 (3 Wo.)DE | — | — | — | Erstveröffentlichung: 19. Oktober 2012                       |
| 2013 | Lieder P Adel Tawil                                                              | DE2 ×2Doppelplatin · (46 Wo.)DE | AT1 Gold · (41 Wo.)AT | CH6 Platin · (33 Wo.)CH | — | Erstveröffentlichung: 20. September 2013 Verkäufe: + 645.000 |
| 2014 | Weinen P Adel Tawil                                                              | DE57 (10 Wo.)DE | — | CH38 (3 Wo.)CH | — | Erstveröffentlichung: 28. Februar 2014                       |
| 2015 | Glück P Alexa Feser                                                              | DE63 (2 Wo.)DE | — | — | — | Erstveröffentlichung: 20. Februar 2015                       |
| 2015 | Welt hinter Glas A, P Max Mutzke                                                 | DE67 (6 Wo.)DE | — | — | — | Erstveröffentlichung: 8. Mai 2015                            |
| 2016 | Durch die schweren Zeiten P Udo Lindenberg                                       | DE26 (13 Wo.)DE | — | — | — | Erstveröffentlichung: 26. Februar 2016                       |
| 2017 | Bis hier und noch weiter P Adel Tawil feat. KC Rebell & Summer Cem               | DE23 Gold · (12 Wo.)DE | AT72 (2 Wo.)AT | CH97 (1 Wo.)CH | — | Erstveröffentlichung: 17. März 2017 Verkäufe: + 200.000      |
| 2017 | Ist da jemand P Adel Tawil                                                       | DE12 Platin · (27 Wo.)DE | AT9 Platin · (22 Wo.)AT | CH3 ×2Doppelplatin · (28 Wo.)CH | — | Erstveröffentlichung: 17. März 2017 Verkäufe: + 470.000      |
| 2018 | Flieger P Helene Fischer                                                         | DE19 (3 Wo.)DE | — | CH12 (4 Wo.)CH | — | Erstveröffentlichung: 16. März 2018                          |
| 2019 | Back to the Start A, P Michael Schulte                                           | DE33 Gold · (19 Wo.)DE | AT— PlatinAT | — | — | Erstveröffentlichung: 25. Januar 2019 Verkäufe: + 230.000    |
| 2020 | For a Second A, P Michael Schulte                                                | DE61 Gold · (15 Wo.)DE | AT— GoldAT | — | — | Erstveröffentlichung: 31. Juli 2020 Verkäufe: + 215.000      |
| Folgende Lieder erschienen nicht als Single, wurden aber durch das Album zum Download und Streaming bereitgestellt und konnten somit eine Platzierung erlangen: |                                                                                  | | | | |                                                              |
| |                                                                                  | | | | |                                                              |
| 2016 | Stärker als die Zeit P Udo Lindenberg                                            | DE90 (1 Wo.)DE | — | — | — | Charteinstieg: 6. Mai 2016                                   |

## Zitat
„Für mich war’s immer ’n Traum, als Fan für ihn ’ne Platte zu machen, wie ich ihn gerne nochmal hören würde. Wie ich auch glaube, dass alle Leute ihn eben auch fühlen und gerne hören würden, dass man nochmal so ’ne ganz persönliche und ehrliche Platte macht.“

## Auszeichnungen

### Preise
- Echo Pop:
  - erfolgreichster Produzent des Jahres 2008
  - erfolgreichster Produzent des Jahres 2010
  - erfolgreichster Produzent des Jahres 2012
  - erfolgreichster Produzent des Jahres 2017 (Stärker als die Zeit)[11]

### Auszeichnungen für Musikverkäufe
Platin-Schallplatte
- Finnland
  - 2008: für die Produktion Summer Wine

Anmerkung: Auszeichnungen in Ländern aus den Charttabellen bzw. Chartboxen sind in ebendiesen zu finden.
| Land/RegionAuszeichnungen für Musikverkäufe (Land/Region, Auszeichnungen, Verkäufe, Quellen) | Gold       | Platin       | Verkäufe  | Quellen           |
| -------------------------------------------------------------------------------------------- | ---------- | ------------ | --------- | ----------------- |
| Deutschland (BVMI)                                                                           | 10× Gold10 | 7× Platin7   | 3.950.000 | musikindustrie.de |
| Finnland (IFPI)                                                                              | —          | Platin1      | 15.567    | ifpi.fi           |
| Österreich (IFPI)                                                                            | 5× Gold5   | 2× Platin2   | 155.000   | ifpi.at           |
| Schweiz (IFPI)                                                                               | —          | 3× Platin3   | 70.000    | hitparade.ch      |
| Insgesamt                                                                                    | 15× Gold15 | 13× Platin13 |           |                   |